# La vida y obra de Juniper Lee
La vida y obra de Juniper Lee (The Life and Times of Juniper Lee en inglés) es una serie animada producida por Cartoon Network Studios y transmitida por Cartoon Network. Fue creada por Judd Winick.
En Estados Unidos fue estrenada el 30 de mayo de 2005. En Latinoamérica la serie fue estrenada el 13 de enero de 2006, y luego formó parte de su bloque Cartoon Pop.
Desde enero del 2007 la serie se emitió por el canal Boomerang en Latinoamérica hasta febrero del 2009, se emitió también por Tooncast desde enero del 2013 hasta junio del 2019.

## Historia
La serie se centra a la vida de una preadolescente llamada Juniper Lee, la cual vive en la ciudad de Orchid Bay, centro de actividad mágica y aparecen variadas criaturas y demonios. Esta actividad sobrenatural no puede ser vista por las personas debido a la existencia de una barrera mágica entre ese mundo y el humano. Debido a esto, a Juniper Lee se le encarga la responsabilidad de mantener el equilibrio entre el mundo real y el mundo mágico. Para ello es dotada de fuerza y rapidez sobrenatural, además de poderes mágicos. Su trabajo interfiere con su propia vida y se las tiene que arreglar para manejar tanto su vida en el colegio como su vida social.

## Reparto
| Inglés: - Lara Jill Miller: Juniper Lee - Kath Soucie: Ray Ray Lee - Carlos Alazraqui: Monroe, Michael Lee - Amy Hill: Jasmine Lee - Alexander Polinsky: Dennis Lee - Colleen O'Shaughnessey: Jody Irwin - Candi Milo: Ophelia Ramírez, Barbara Lee, Srta. Gómez - Tara Strong: Roger Radcliffe, Melissa O'Maley, Lila - Phil LaMarr: Marcos Conner - Dee Bradley Baker: Gus, voces adicionales | Español - Latinoamérica - Gaby Ugarte: Juniper Lee - Manuel Díaz: Ray Ray Lee - Alfredo Basurto: Monroe - Alejandra de la Rosa: Nana - Liliana Barba: Jody Irwin - Maggie Vera: Ophelia Ramírez - Aldo Guerra: Roger Radcliffe - Irwin Daayán: Gus - Enzo Fortuny Romero: Dennis Lee - Gabriel Ortiz: Marcos Conner - Cristina Hernández: Lila Español - España - Isabel Valls: Juniper Lee - Geni Rey: Ray Ray Lee - Aleix Estadella: Monroe - Victoria Ramos: Jody Irwin - Ariadna de Guzmán: Ophelia Ramírez - José Antonio Torrabadella: Roger Radcliffe |